# Continuidad uniforme

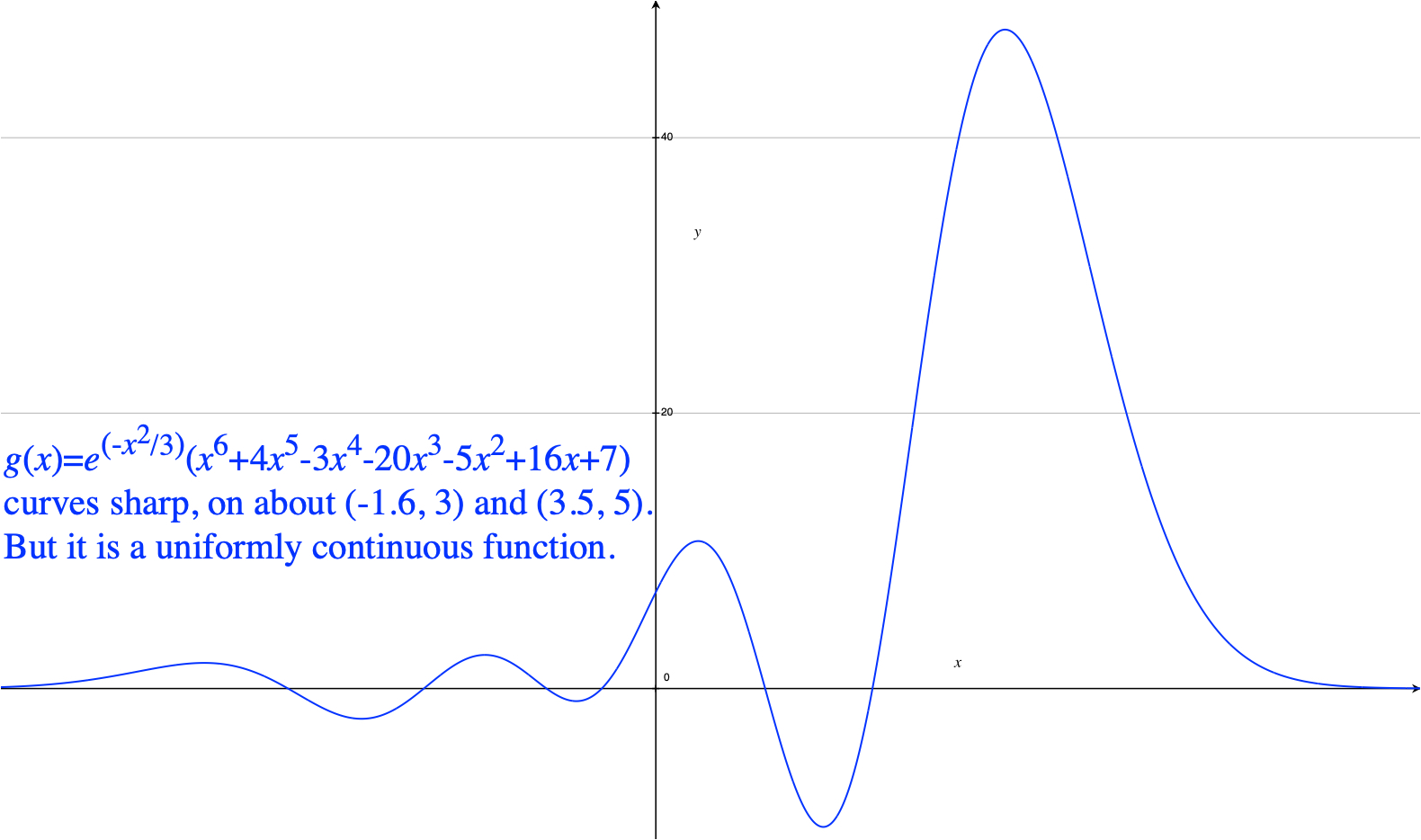
Gráfica de una función continua uniforme

A medida que el centro de la ventana azul, de alto y ancho, se mueve a lo largo de la gráfica de hacia llega un momento en el que la gráfica de corta la parte superior y/o la parte inferior de la ventana. Esto significa que toma un valor con un error mayor que respecto de aunque se restrinja a puntos a una distancia menor que del punto. Si para cualquier altura de la ventana existiera un ancho de forma que el gráfico nunca penetrara su parte superior y/o inferior, significaría que la función es uniformemente continua. Por eso la función no lo es. En cambio, podemos observar que para la función roja la ventana de la figura sirve para lo que queríamos. Para cualquier otra altura de la ventana podemos hacer algo parecido. Esto significa que sí es uniformemente continua.

En análisis matemático una función {\displaystyle f} se dice que es uniformemente continua si pequeños cambios en el valor de {\displaystyle x} producen pequeños cambios en el valor de la función (continuidad) y el tamaño de los cambios de {\displaystyle f(x)} depende sólo del tamaño de los cambios en x pero no del valor de x donde se midan esos cambios (uniforme). Concretamente, significa que para cualquier error {\displaystyle \varepsilon >0} deseado para los valores que toma la función, por pequeño que sea, existe una distancia {\displaystyle \delta >0} de forma que nos centremos en el punto {\displaystyle x} del dominio donde nos centremos, si sólo consideramos puntos separados de {\displaystyle x} tanto como {\displaystyle \delta }, sus imágenes tendrán un error respecto de {\displaystyle f(x)} menor que {\displaystyle \varepsilon }.  
La diferencia con la continuidad (no uniforme) es que en esta última la distancia {\displaystyle \delta } a cada punto necesaria para asegurar que las imágenes tengan un error menor que {\displaystyle \varepsilon } puede depender del punto del dominio considerado, mientras que para la continuidad uniforme debe existir un {\displaystyle \delta } que valga simultáneamente para todos los puntos del dominio.  
Por ejemplo, la función {\displaystyle f(x)=1/x} definida para {\displaystyle x>0} de la imagen de abajo a la derecha no es uniformemente continua (aunque sí que es continua). Para ver esto, nótese que para conseguir un mismo error en las imágenes de la función, para puntos cercanos a 0 debemos restringir los puntos considerados a distancias infinitamente pequeñas; no existe pues una misma distancia {\displaystyle \delta } que sirva para todos: para cualquier supuesta distancia {\displaystyle \delta } que sirviera, podríamos encontrar puntos (cercanos a 0) para los cuales los valores de la función en un entorno de diámetro {\displaystyle \delta } alrededor del punto variaran tanto como queramos. 

## Definición
Dados dos espacios métricos {\displaystyle (X,d_{X})} y {\displaystyle (Y,d_{Y})}, y {\displaystyle M\subseteq X} entonces una función {\displaystyle f:M\to Y} se llama uniformemente continua en M si para cualquier número real {\displaystyle \epsilon >0} existe {\displaystyle \delta >0} tal que {\displaystyle d_{X}(x_{1},x_{2})<\delta }, implica que {\displaystyle d_{Y}(f(x_{1}),f(x_{2}))<\epsilon } para todo {\displaystyle x_{1},x_{2}\in M}, es decir, usando cuantificadores, si
{\displaystyle \forall \varepsilon >0\;\exists \delta >0\;\forall x_{1}\in M\;\forall x_{2}\in M:\,d_{X}(x_{1},x_{2})<\delta \,\Rightarrow \,d_{Y}(f(x_{1}),f(x_{2}))<\varepsilon }.
En particular, una función {\displaystyle f:\mathbb {R} \to \mathbb {R} } es uniformemente continua en un intervalo{\displaystyle \ A} si para todo {\displaystyle \epsilon >0} existe algún {\displaystyle \delta >0} tal que para todo {\displaystyle x,y\in A} se cumple que si {\displaystyle |x-y|<\delta }, entonces {\displaystyle |f(x)-f(y)|<\epsilon }.
A diferencia de la continuidad, donde el valor de {\displaystyle \delta } puede depender del punto x, en las funciones uniformemente continuas no depende del punto considerado. Concretamente, esto se ve en el orden de los cuantificadores de las definiciones de continuidad uniforme y de continuidad. Esta última se define como sigue:
{\displaystyle \forall x_{1}\in M\;\forall \varepsilon >0\;\exists \delta >0\;\forall x_{2}\in M:\,d_{X}(x_{1},x_{2})<\delta \,\Rightarrow \,d_{Y}(f(x_{1}),f(x_{2}))<\varepsilon }.
Es decir, para la continuidad uno primero toma un punto arbitrario {\displaystyle x_{1}} y luego debe encontrar un {\displaystyle \delta } que valga para ese punto (luego puntos distintos pueden usar deltas distintos):
{\displaystyle \cdots \forall x_{1}\,\exists \delta \cdots ,}
mientras que para la continuidad uniforme uno primero debe encontrar un {\displaystyle \delta } que luego le sirva para cualquier punto {\displaystyle x_{1}} en el que quiera comprobar la condición:
{\displaystyle \cdots \exists \delta \,\forall x_{1}\cdots .}

## Ejemplos
- La función f(x)=1/x con x>0 es continua pero no uniformemente continua
- La función f(x)=x es uniformemente continua en el intervalo [0,1].
- Todo polinomio {\displaystyle p:\mathbb {C} \rightarrow \mathbb {R} } cuyo grado sea mayor o igual que uno es uniformemente continuo en cualquier intervalo cerrado.

## Resultados
- De la definición se deduce que toda función uniformemente continua es continua. Lo contrario (toda función continua es uniformemente continua) no siempre es cierto. Ejemplo: Si {\displaystyle x\in \mathbb {R} ^{+}} y {\displaystyle f(x)={\frac {1}{x}}}. {\displaystyle f(x)} es continua y no es uniformemente continua. Sin embargo, se verifica que:

Si M es un espacio métrico compacto e Y un espacio métrico, entonces toda función continua f : M → Y es uniformemente continua. En particular, toda función continua sobre un intervalo cerrado y acotado es uniformemente continua en dicho intervalo (Teorema de Heine-Cantor).
- Si (xn) es una sucesión de Cauchy contenida en el dominio de f (no necesariamente convergente) y f es una función uniformemente continua, entonces (f(xn)) también es una sucesión de Cauchy.
- Toda función Lipschitz continua es uniformemente continua.